# Церква апостола Іоанна Богослова (Розкопанці)
Церква апостола Іоанна Богослова у селі Розкопанці — пам'ятка архітектури національного значення, одна з найгарніших церков на Київщині. Раніше її датували 1884 роком, але відповідно до новітніх досліджень її вік складає майже 3 століття. ПЦУ.

## Історична довідка
Село Розкопанці розташоване на північний схід за 5 км від райцентру і 7 км від залізничної станції «Богуслав», на правому березі річки Рось. З південного заходу села знаходиться ліс. Розкопанці мають рівниний рельєф, місцями — яружно-балочний.
За легендою — першим поселенцем був чоловік з Полісся. Спочатку він викопав землянку. За ним тут почали з'являтись інші люди — вони викорчовували ліс, розкопували землю і поступово розбудовувались. Спочатку — землянки, а пізніше будували будинки. Від слова «розкопувати» і пішла назва села Розкопанці.
Похилевич пише, що Розкопанці були приписані до парафії Покровської церкви (нині не існує) в Богуславі:
…дер. Раскопаны, в 1 версте отстоящая, в коей жителей об. пола 453. Богуславская, как и все окрестные церкви, состояли с 1737 по 1767, а потом с 1769 по 1795 год в униатстве".
У 2014 році архітектор Іван Биков фактично довів, що церква Івана Богослова була зведена у 1726 році у Богуславі (стояла там де зараз пам'ятник Марусі Богуславці), а у 1884 році її перенесли у Розкопанці у зв'язку з його частим підтопленням водами річки Рось і на новому місті освячено на честь апостола Іоана Богослова. Саме в цьому храмі був охрещений майбутній художник І. М. Сошенко. Оскільки храм дерев'яний, його розбирали та після перевезення збирали по-новому.
У період колективізації Іоано-Богословський храм було зачинено, а під час Другої світової війни церкву відкрили для парафіян. У 1950—1960 роки приміщення храму використовували як Будинок культури, а згодом — як сховище зерна.
У 1990 році храм знову відкрили і в ньому відновилося богослужіння. Приміщення повністю реставрували, перекривали, перефарбували. На церковному подвір'ї — надгробок з фотографією молодої жінки і написом: «Да будет твоя святая воля / Анна Савельевна Цюрупа скончалась 29 янв. 1910 на 23 г. жиз(ни)». В храмі є мироточива ікона — Державна ікона Божої Матері.
В селі є стара церковна школа, побудована при храмі. Приміщення досі стоїть, але саму школу закрили, бо замість неї побудована новіша.
З 2002 року настоятелем Іоано-Богословського храму є о. Василій Собко. Служби проводяться регулярно.

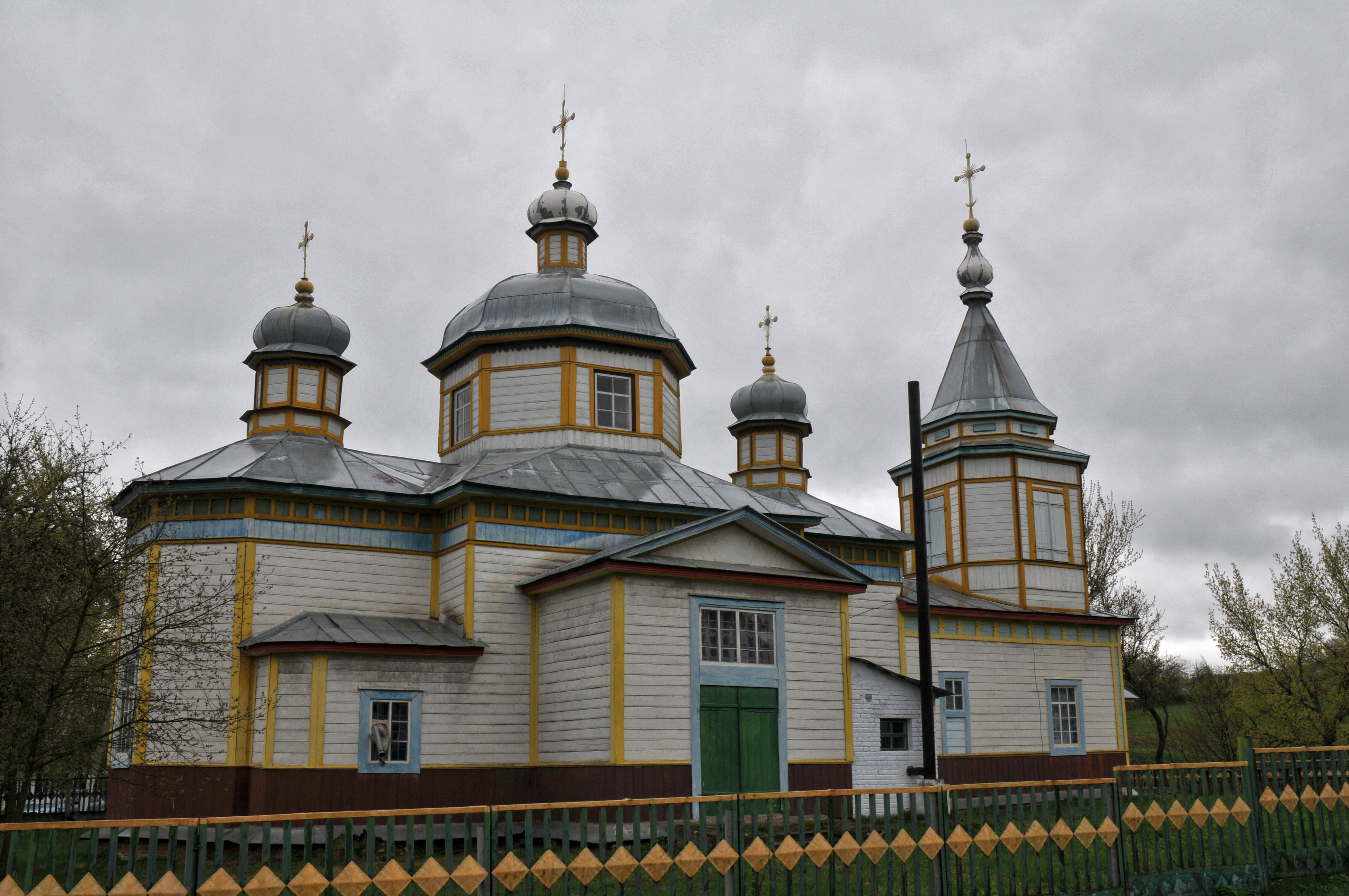
Іоано-Богословський храм у селі Розкопанці

## Архітектура
Розташована на околиці села. Дерев'яна на кам'яній основі п'ятизрубна з дзвіницею. Перекрита куполами, завершеними головками, бічні приділи — плоскою стелею. Дзвіниця завершена шатром з головкою. Всі зруби з'єднані з центральним напівкруглими вирізами арок. В інтер'єрі зберігся розпис XIX ст. Гармонійно розвинена композиція будівлі, майстерно виконані деталі ставлять пам'ятник в ряд цікавих зразків українського дерев'яного зодчества XIX ст..